# Peter Spies
Peter Spies (født 20. juni 1966) er en dansk musiker og komponist af fortrinsvis musicals som Atlantis, Pelle Erobreren, Gøngehøvdingen. Lyset over Skagen. Arbejder desuden som tekstforfatter på bl.a. Cirkusrevyen, og som korleder for diverse kor.
Gennembrudsværket ATLANTIS havde urpremiere i 1993 på Bellevue Teatret som den første danske gennemkomponerede musical nogensinde.
Året efter blev forestillingen opført på Østre Gasværk Teater med bl.a. Kurt Ravn og Aage Haugland på rollelisten – instrueret af Morten Grunwald. Senere blev den opført på Falkoner Teatret samt diverse danmarksturneer. Seneste opsætning var i efteråret 2021 i Tivolis Koncertsal med bl.a. Stig Rossen og Kaya Brüel. 
Med over 500.000 solgte billetter er ATLANTIS en af de mest populære danske musicals nogensinde. Der har desuden været opførelser af værket i Sverige, Tyskland, Østrig, Holland og Polen.
Soundtracket fra ATLANTIS blev grammynomineret og modtog guldplade som den første musicaludgivelse i landet.
I 2017 afholdt Danmarks Radio en afstemning om de mest populære musicalsange gennem tiderne. Her blev “Morgen på Atlantis” valgt som nummer to, kun overgået af “Bring Him Home” fra Les Miserables.